# Stora Bryggeriet
Stora Bryggeriet (la grande brasserie) est un bâtiment industriel situé sur la rive ouest de l'île de Kungsholmen dans le centre de Stockholm en Suède.

## Histoire

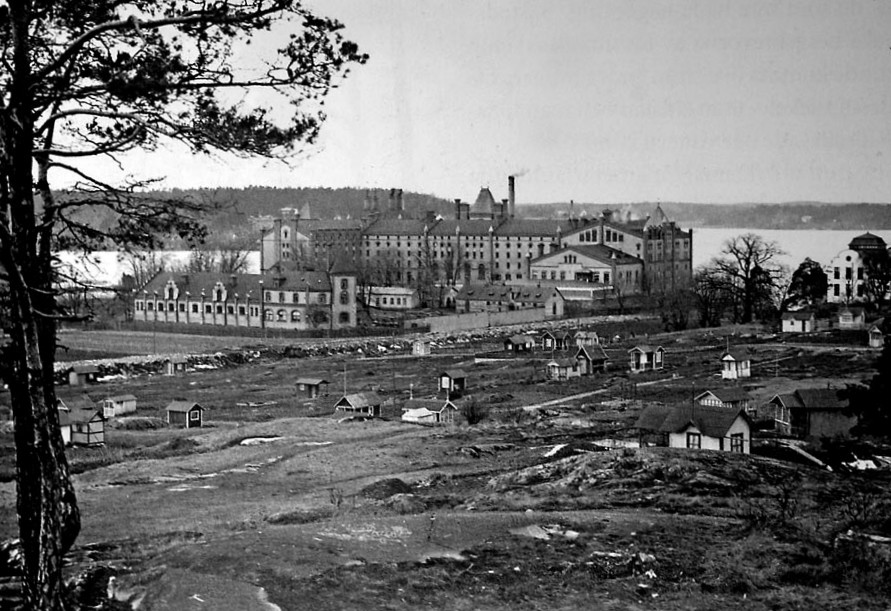
Le site industriel dans les années 1910.

À l'origine, Stora Bryggeriet est le nom d'une compagnie créée en 1890 pour s'attaquer aux puissantes brasseries de Stockholm (Stockholms Bryggerier), propriétaires entre autres de la brasserie de Munich et de la brasserie hambourgeoise. Les capitaux proviennent d'industriels de la boulangerie et de la banque Enskilda Banken (devenue depuis banque SEB). L'ambition est de faire du site un complexe industriel de premier plan. C'est la firme allemande Maschinenfabrik Germania, basée à Chemnitz, qui est chargée de la réalisation des équipements de production. Le suédois Ludwigsbergs verkstad prend en charge quant à lui les constructions en acier, sans doute sur la base de plans d'origine allemande. À l'origine, ces plans incluent même les façades du bâtiment en style néorenaissance, mais cette proposition est rejetée. L'architecte suédois Gustaf Lindgren retravaille le projet pour donner au bâtiment son aspect définitif.
Le bâtiment est édifié sur le site du château de Hornsberg, qui est démoli à cette occasion. C'est une construction en briques qui repose sur un socle en pierres non taillées. Dans les étages inférieurs, solives et piliers sont en fonte, tandis qu'aux étages supérieurs ils sont en bois. Les façades, recouvertes d'enduit jaune, sont richement décorées par des tourelles, des lésènes (bandes verticales en relief) et des voûtes, tandis qu'en haut des murs, des briques rouges et noires dessinent des motifs décoratifs. Les cheminées sont quant à elles en briques jaunes. Parmi les bâtiments annexes, les écuries sont construites entre 1890 et 1892 sur des plans de l'architecte Kasper Salin.
La production de bière commence pendant l'hiver 1891-1892. Il s'agit alors vraisemblablement du plus grand site de production de toute l'industrie de la bière suédoise, qui ne sera détrôné qu'avec l'ouverture de la brasserie Pripps à Bromma au début des années 1970. La nouvelle compagnie se lance dans une campagne de marketing intense pour se faire un nom sur le marché de la bière de Stockholm. Ce matraquage publicitaire porte ses fruits, la marque devenant rapidement très populaire. Malgré la taille de son site de production, la compagnie ne peut pas faire face à la demande, et commet alors l'erreur de mettre sur le marché une bière trop légère. Le retour de bâton est immédiat : les ventes plongent, et la compagnie est contrainte à la faillite en 1910. Le site est alors racheté par les brasseries de Stockholm. La production de bière se poursuit jusqu'en 1979, et de nouveaux bâtiments sont érigés en 1935-36 (malterie), 1940-41 (silo, aujourd'hui disparu) et 1950 (chaudière).

## Après la fermeture de la brasserie
En 1975, le groupe pharmaceutique Kabi Vitrum, filiale des brasseries de Stockholm, devient propriétaire du site industriel, et procède à la démolition de plusieurs bâtiments. Les locaux restants sont transformés en site de production et de recherche pharmaceutique. En 1990, le groupe Pharmacia en prend le contrôle après l'absorption de Kabi Vitrum, et en 2003 c'est au tour de Pfizer d'en devenir propriétaire après sa fusion avec Pharmacia. En 2006, Pfizer annonce son intention de fermer l'usine avant la fin de l'année 2008. Actuellement (2012), les bâtiments abritent le site de production suédois du groupe pharmaceutique Octapharma.